# Ordubad
Ordubad (även Ordoubat och Ordubat) är den näst största staden i den autonoma republiken Nachitjevan i Azerbajdzjan, 88 km från staden Nachitjevan
Staden ligger i rayonen med samma namn, har en befolkning på 10 372 och är indelad i fem distrikt:
- Ambaras
- Kurdtatal
- Mingis
- Sar sheher
- Uch

## Historia
Ordubad var en gång ett viktigt regionalt stopp längs Sidenvägen. Därför finns här unik arkitektur på båda sidorna av Ordubadchay.

## Framtida världsarv
Staden sattes upp på landets förhandslista (tentativa lista) över planerade världsarvsnomineringar den 24 oktober 2001.

## Kända invånare
- Ismail Ibrahimov — vetenskapsman, förärad hederstiteln Socialistiska arbetarnas hjälte[3].
- Mammed Said Ordubadi — författare[4].
- Najafgulu Rafijev —  förärad hederstiteln Sovjetunionens hjälte[5].
- Novruz Rizajev — Folkkommissarie för inrikesfrågor i Azerbajdzjanska SSR (1927-1929)[6].
- Victor Tjerokov — viceamiral, Sovjetisk militärbefälhavare[7].
- Yusif Mamedalijev — kemist, grundare av petrokemisk vetenskap i Azerbajdzjan[8].